# Jazbine, Gorenja vas-Poljane
Jazbine este o localitate din comuna Gorenja vas - Poljane, Slovenia, cu o populație de 20 de locuitori.